# Jens Nünemann

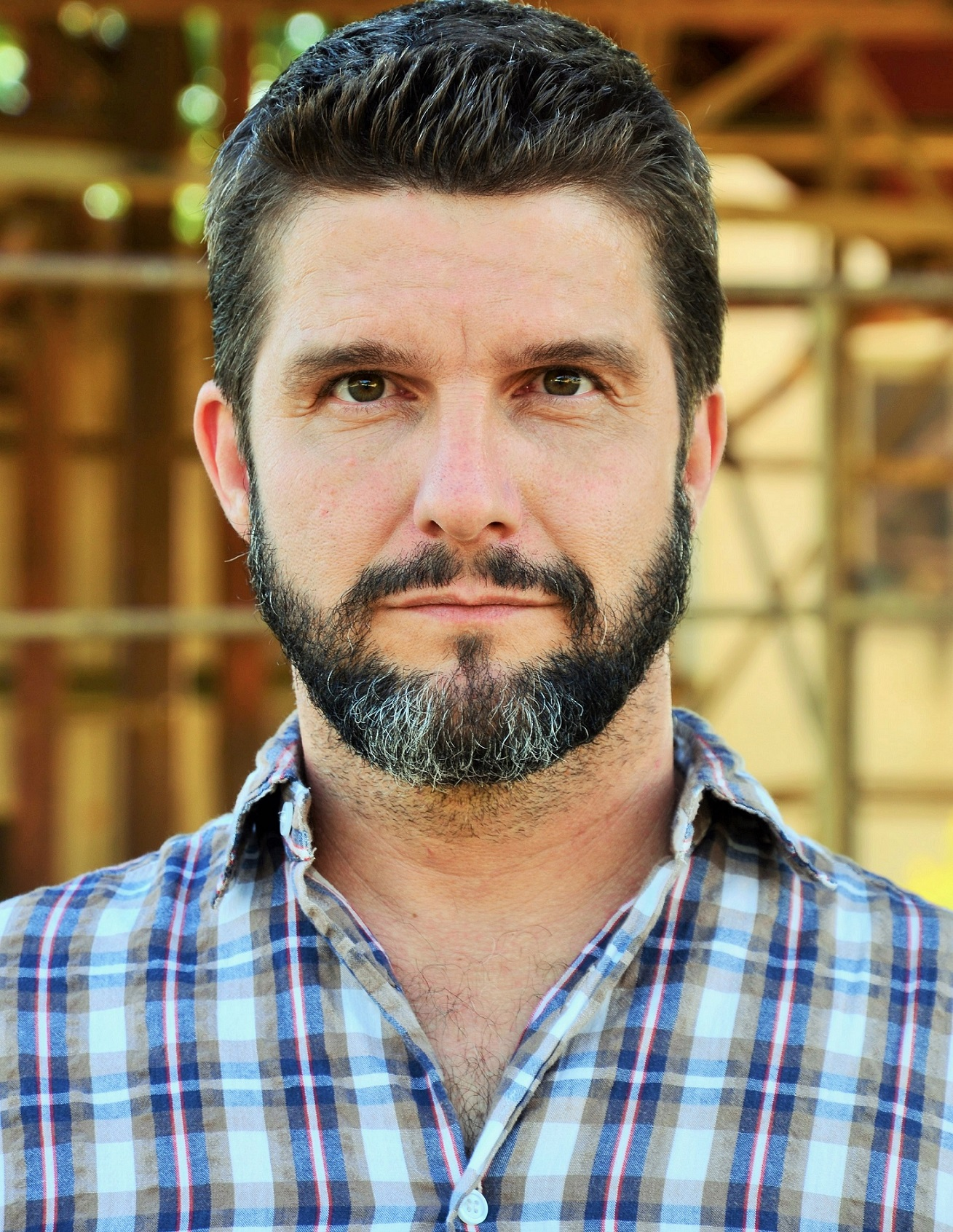
Jens Nünemann (2014)

Jens Peter Nünemann (* 8. März 1969 in Braunschweig) ist ein deutscher Schauspieler.

## Leben
Nach dem Abitur leistete Nünemann seinen Wehrdienst bei der Marine und fuhr knapp zwei Jahre zur See. Im Anschluss studierte er Brauerei- und Getränketechnologie in Freising.
Von 1992 bis 1995 absolvierte er die Schauspielschule in München und nahm an Workshops von William Esper (New York) teil. Bekannt wurde er durch seine Hauptrollen in mehreren Serien u. a. Die Feuerengel, Die Motorrad-Cops oder T.E.A.M. Berlin. Neben Auftritten in Fernsehserien wie Der Landarzt, Um Himmels Willen, Forsthaus Falkenau oder Notruf Hafenkante wirkte Nünemann in zahlreichen ARD-und-ZDF-Produktionen sowie auch in der Kinoproduktion Charleen macht Schluss mit. 2019 war er in der Telenovela Sturm der Liebe zu sehen.
Jens Nünemann lebt mit seiner Frau und seiner Tochter in der Nähe von München.

## Filmografie
- 1993–2014: Der Alte (Fernsehserie, 2 Folgen, verschiedene Rollen)
- 1996: Und tschüss! In Amerika (Miniserie)
- 1996: Alphateam – Die Lebensretter im OP (Fernsehserie, Folge: Falsche Freunde)
- 1997: S.O.S. Barracuda (Fernsehserie, 1 Folge)
- 1997: Die Feuerengel (Miniserie)
- 1997–1998: Team Berlin (Fernsehserie)
- 1997–2003: Alphateam – Die Lebensretter im OP (Fernsehserie, 2 Folgen, verschiedene Rollen)
- 1998: Traumfrau mit Nebenwirkungen
- 1999: Dr. Stefan Frank – Der Arzt, dem die Frauen vertrauen (Fernsehserie, Folge: Sturz eines Champions)
- 1999: Die Strandclique (Fernsehserie, 1 Folge)
- 1999–2000: Die Motorrad-Cops – Hart am Limit (Fernsehserie)
- 2000: OP ruft Dr. Bruckner (Fernsehserie, 1 Folge)
- 2001: Alarm für Cobra 11 – Die Autobahnpolizei (Fernsehserie, Folge: Tod eines Reporters)
- 2001: Der Pfundskerl (Fernsehserie, 1 Folge)
- 2002: Kommissar Rex (Fernsehserie, Folge: Senkrecht in den Tod)
- 2003: Für alle Fälle Stefanie (Fernsehserie, 19 Folgen)
- 2004–2019: SOKO München (Fernsehserie, 3 Folgen, verschiedene Rollen)
- 2004: Unser Charly (Fernsehserie, Folge: Gefährliche Lügen)
- 2004: Der Bergpfarrer
- 2004: Rosamunde Pilcher (Folge: Tiefe der Gefühle)
- 2005: Um Himmels Willen (Fernsehserie, 10 Folgen)
- 2005: Wer entführt meine Frau?
- 2005–2024: Die Rosenheim-Cops (Fernsehserie, 3 Folgen, verschiedene Rollen)
- 2005: Der Bergpfarrer 2 – Heimweh nach Hohenau
- 2006: Inga Lindström: Wolken über Sommarholm
- 2006–2013: SOKO Wismar (Fernsehserie, 2 Folgen, verschiedene Rollen)
- 2006–2008: Wege zum Glück (Telenovela, 389 Folgen)
- 2009: Rosamunde Pilcher – Herzenssehnsucht
- 2009: Der Landarzt (Fernsehserie, Folge: Intrigen mit Folgen)
- 2010–2020: In aller Freundschaft (Fernsehserie, 2 Folgen, verschiedene Rollen)
- 2010: Dr. Chauvi
- 2010: Rosamunde Pilcher – Wenn das Herz zerbricht
- 2011: Lena – Liebe meines Lebens (Telenovela, 50 Folgen)
- 2013: Forsthaus Falkenau (Fernsehserie, Folge: Ende gut, alles gut?)
- 2013: Notruf Hafenkante (Fernsehserie, Folge: Spätzünder)
- 2013: Charleen macht Schluss (Kino)
- 2015: About a Girl
- 2017: Rosamunde Pilcher – Nie wieder Klassentreffen
- 2019: Sturm der Liebe (Telenovela, 10 Folgen)
- 2019–2025: Aktenzeichen XY … ungelöst (Fernsehreihe, 3 Folgen, verschiedene Rollen)
- 2020: Hubert ohne Staller (Fernsehserie, 1 Folge)

## Theater
- 1994: Blick zurück im Zorn (John Osborne)
- 1995: Ein Sommernachtstraum (William Shakespeare)
- 1995: Unsere Kleine Stadt (Thornton Wilder)
- 2005–2006: Mord im Pfarrhaus (Agatha Christie)